# Heterodermia sitchensis
Heterodermia sitchensis är en lavart som beskrevs av Goward & Noble. Heterodermia sitchensis ingår i släktet Heterodermia och familjen Physciaceae.   Inga underarter finns listade i Catalogue of Life.